# 森島賢
森島 賢（もりしま まさる、1934年1月21日 - ）は、日本の農業経済学者、立正大学名誉教授。
群馬県生まれ。1957年東京大学工学部土木工学科卒業。1963年同大学院農業経済学専攻修了、「農業における用水生産力の計測的研究」で農学博士。1964年農林省農業技術研究所入所。1978年北海道大学農学部助教授。1981年東京大学農学部助教授、84年教授。94年定年退官、立正大学経済学部教授。2004年定年退職、名誉教授。2003年社団法人農協協会理事。各種委員、農林水産統計観測審議会委員。千葉県農政審議会委員。

## 著書
- 『牛肉市場の展望』酪農総合研究所 1991
- 『日本のコメが消える 自由化・荒廃の構図』東京新聞出版局 東京ブックレット 1993
- 『コメの生き残る道 再び瑞穂の国へ』東京新聞出版局 東京ブックレット 1994
- 『米政策論集』東京農業大学出版会 2004

### 共編著
- 『地域農業計画の方法と実際』武藤和夫共編著 明文書房 1979
- 『農業開発の理論と実証』秋野正勝共編著 養賢堂 1982
- 『現代牛肉経済の諸問題』編著 明文書房 1988
- 『農業構造の計量分析』編著 富民協会 1994
- 『世界は飢えるか 食料需給長期展望の検証』大賀圭治,中川光弘,金井道夫,小山修共著 農山漁村文化協会 全集世界の食料世界の農村 1995
- 『TPPが暮らしを壊す 雇用、食生活、保険・医療の危機 1時間でよくわかる』小林綏枝,山岡淳一郎共著 家の光協会 2011

## 論文
- 森島賢